# Kabaret Experiment
Kabaret Experiment byla divadelní scéna v Pardubicích, jež existovala v letech 1959-1963.
V roce 1960 soubor uvedl pásmo Hrajeme kabaret, s nímž vyhrál v ústředním kole STM v Nitře a dosáhl uznání na II. celostátním festivalu humoru a satiry v Haškově Lipnici v roce 1960. V roce 1963 byla zakázána premiéra představení Nechte to koňovi a posléze byl zakázan celý soubor.